# Gabi Zange
Gabi Zange (n. 1 iunie 1961, Crimmitschau, Saxonia, Germania) este o sportivă ce a reprezentat Germania, medaliată olimpică. A participat la 2 ediții ale Jocurilor Olimpice (1984, 1988) în care a câștigat 3 medalii de bronz.